# Raisa Opanasivna Kyrychenko
Raisa Opanasivna Kyrychenko (née Korzh; tiếng Ukraina: Раїса Опанасівна Кириченко; sinh ngày 14 tháng 10 năm 1943 – mất ngày 9 tháng 2 năm 2005) là một ca sĩ mezzo-soprano và giáo viên dạy nhạc người Ukraina, chủ nhân của danh hiệu Anh hùng Ukraina và Huân chương Công tước Olga. Kho tàng tác phẩm đồ sộ của nữ ca sĩ gồm những sáng tác của các nghệ sĩ hiện đại cũng như những bài hát truyền thống từ Belarus, Nga và Ukraina.

## Thân thế và giáo dục
Raisa sinh ngày 14 tháng 10 năm 1943 tại làng Koreshchyna của Ukraina. Những nguồn mâu thuẫn ghi sinh nhật của bà vào ngày 14 tháng 11. Raisa tích cực tham gia vào cộng đồng và học được bài học hát đầu tiên tại trường Zemlyankiv. Tuy làm việc trong một nông trại chung, bà tiếp tục đi hát ở nhóm hợp xướng mà bà và các cô gái khác lập nên. Bà hát với vai trò nghệ sĩ solo ở hợp xướng của trường khi học trung học. Sau đó bà tốt nghiệp Đại học nghệ thuật quốc gia Kharkiv Kotlyarevsky vào cuối thập niên 1980.

## Sự nghiệp
Trưởng ban hợp xướng quận của nhà máy ô tô Kremenchuk, Pavlo Ochenash đã chú ý để giọng hát đặc biệt của Raisa. Ông là người hỗ trợ cô bé Raisa có được sự chấp thuận của cơ quan quản lý các nông trại chung để chuyển đến thành phố và tham gia dàn hợp xướng.
Raisa trải qua 19 năm ở Cherkasy, ngay trước những năm tháng đỉnh cao cuối cùng của bà ở Poltava. Bà bắt đầu lên cơn hen phế quản sau khi tham gia xây dựng nhà máy hóa chất Azot, qua đó tác động tiêu cực đến sự nghiệp của bà. Fedir Morgun (Tổng bí thư của Hội đồng Poltava Oblast lúc ấy) cảm mến trước chuyên môn của bà, còn các bác sĩ khuyên bà rời thành phố. Để đưa bà về nhà, ông đã phái theo các đồng nghiệp gồm Herman Yurchenko và Hryhoriy Levchenko hộ tống bà. Một chương mới trong cuộc đời nghệ thuật và cuộc đời của nữ nghệ sĩ xứ Poltava đã mở ra.
Raisa tham gia nhóm Raiselka của Poltava Philharmonic vào năm 1962. Bà đến Zhytomyr và bắt đầu hát cùng dàn nhạc Lyonok vào năm 1964 sau khi nhận lời mời từ trưởng nhóm. Bà hát những khúc solo cùng Kherson Philharmonic lúc bấy giờ. Nữ nghệ sĩ tham gia Dàn hợp xướng dân ca Cherkasy vào năm 1968. Tuy nhóm nhạc dân ca Rosava được lập ra dành riêng cho bà ở Cherkasy vào năm 1983, Raisa đã trở về Poltava vào năm 1987 do bất đồng với lãnh đạo của Philharmonic. Sau đó bà tham gia nhóm Churaivna ở Poltava.
Hleb Kudryashov (cây viết tiểu sử về bà) cho rằng không nhiều người biết Raisa đã quyên tặng giải thưởng Quốc gia Shevchenko để làm từ thiện ở Chernobyl. Tình cờ là vào tháng 4 năm 1986, sau khi bà nhận giải thưởng này vào tháng 3, thảm họa Chernobyl đã xảy ra. Bà tặng một khoản tiền gây quỹ lớn vì bà không thể ngoảnh mặt trước thảm họa đó.
Những bài hit khác sau bài "I'm your Cossack" đã được ra mắt ở Poltava. Tại Ukraina, Raisa có được thành tựu đáng kẻ ở mảng truyền thông. Bà bỏ các bài nhạc dân gian truyền thống và mở đường dẫn lên sân khấu chính. Tuy nhiên phần lời bài "Mr. Colonel" lại dấy lên tranh cãi vì bài sử dụng từ "Mr. Colonel" thay vì "comrade." Nhiều năm sau, cách xưng hô "Mr. Colonel" đã trở thành thông lệ trong Lực lượng Lục quân Ukraina, song không phải ai cũng đánh giá cao cách xưng hô này ở thời điểm ấy.
Sau khi "Mr. Colonel" trở nên nổi tiếng, bà bắt đầu phát hành thêm nhiều tác phẩm nhạc pop thành công. Giọng ca đã biểu diễn tại studio của ban nhạc Freestyle. The Cherry Bloomss và The Fate of My Village là hai đĩa CD mà Raisa phát hành. Bà được chọn làm giảng viên thanh nhạc tại Đại học cao đẳng Nghệ thuật Poltava Mykola Lysenko vào năm 1994.
Sau tour diễn ở Canada vào năm 1995, Raisa bắt đầu trải qua suy thận. Người Ukraina đã gây quỹ để bà tiến hành phẫu thuật, kể cả chuyến bay của bà đến Đức vòa tháng 11 năm 1996 để điều trị và chuẩn bị một ca phẫu thuật ở Kyiv. Nữ ca sĩ được ghép thận ở Kyiv vào ngày 2 tháng 6 năm 1998. Nhờ ca phẫu thuật này mà cuộc đời bà được kéo dài thêm tám năm. Bà biểu diễn ở nước ngoài, nổi bật là ở Hoa Kỳ Baltimore, Hoa Kỳ; và bà đã nhận quốc tịch Hoa Kỳ danh dự vào năm 1983. Những quốc gia khác mà bà đi lưu diễn gồm Đức, Bulgaria, Ba Lan, Algérie, Ấn Độ, Tunisia, Malaysia và Philippines.
Từ tháng 9 năm 1999 đến tháng 10 năm 2001, Raisa giữ một vị trí trong ủy ban trao giải thưởng Quốc gia Shevchenko. Bà đã lên bàn mổ phẫu thuật mạch vành tại Viện phẫu thuật và ghép tạng Quốc gai vào ngày 1 tháng 2 năm 2005. Nguyên nhân của vết thường là do ca mổ thận trước đó của bà. Tuy nhiên ca phẫu thuật không thành và bà mất vì bệnh tim vào ngày 9 tháng 2 năm 2005. Theo chỉ dẫn của Raisa, bà được chôn cất gần mộ của mẹ tại làng Koreshchyna, tỉnh Poltava.

## Đời tư
Raisa gặp người chống tương lai là Mykola Kyrychenko (một nghệ sĩ phong cầm, nhà soạn nhạc và chuyển soạn) ở Poltava. Chồng bà sống lâu hơn bà tám năm trong quãng thời gian gắn bó hạnh phúc dài 42 năm của họ. Năm 2000, bà chuyển nơi trú về Kyiv.

## Giải thưởng và ghi nhận
Nhằm tôn vinh Raisa, một tấm bia tưởng niệm được khánh thành tại tư gia của cha mẹ bà vào ngày 13 tháng 10 năm 2005; một nhà thờ cũng được xây dựng ở làng Koreshchyna. Ngôi nhà tại số 40 Phố Sichovykh Striltsiv ở Kyiv (nơi bà cư trú từ năm 1997 đến 2005) có đặt một tấm bia tưởng niệm ở bên ngoài. Tại Cherkasy, một tượng chân dung được chế tác vào năm 2018 gần tòa nhà Regional Philharmonic. Bên cạnh bức điêu khắc chân dung bà đặt ở Phố Raisa Kyrychenko ngoài Tòa nhà hành chính quốc gia Poltava vào ngày 13 tháng 10 năm 2012, một tấm bia tưởng niệm cũng được đặt tại ngôi nhà mà bà cư trú ở Poltava vào ngày 13 tháng 10 năm 2005. Bảo tàng Raisa Kyrychenko ở Poltava, nằm trong khuôn viên của Đại học Sư phạm Quốc gia Poltava V.G. Korolenko là nơi lưu trữ di sản của Raisa. Các đĩa nhạc, bộ quần áo, giày và ảnh cũ của bà đều được trưng bày ở nhiều băng cassette trong bảo tàng.
Raisa đã nhận một số giải thưởng và sự ghi nhận như:
- Anh hùng Ukraina - Huân chương quốc gia (31 tháng 10 năm 2003)
- Huân chương Công tước Olga Hạng Nhất (3 tháng 3 năm 2001)[10]
- Huân chương Công tước Olga Hạng Hai (4 tháng 3 năm 1999)[11]
- Huân chương Công tước Olga Hạng Ba (3 tháng 3 năm 1998)[12]
- Giải thưởng Quốc gia Shevchenko (1986)
- Nghệ sĩ Nhân dân Xô viết Ukraina (1979)[3]
- Nghệ sĩ ưu tú Xô viết Ukraina (1973)
- Công dân danh dự Baltimore (1983)[3][4]

## Thư viện ảnh

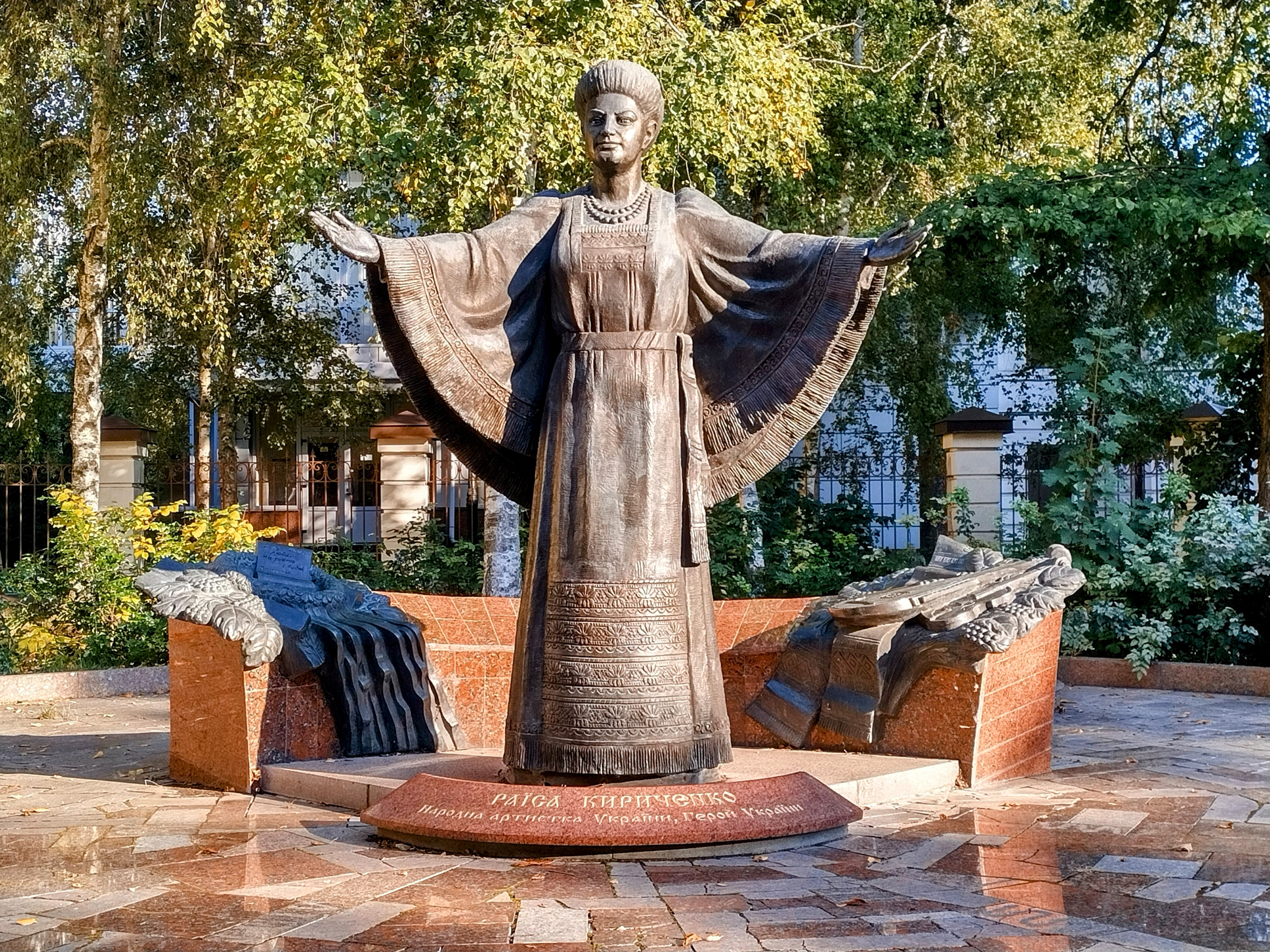
Tượng trên Phố Raisa Kyrychenko Poltava
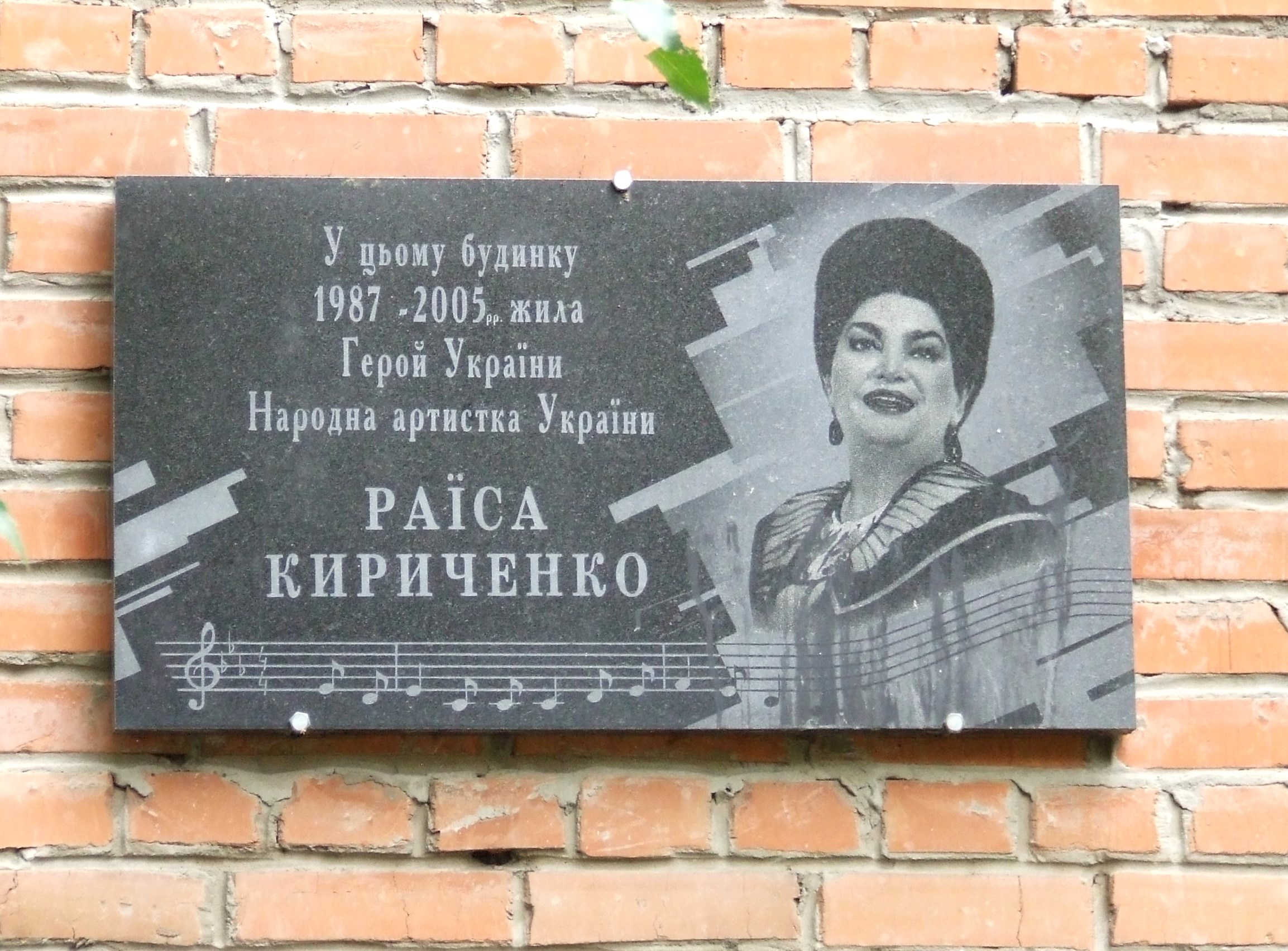
Tấm bia tưởng niệm đặt bên ngoài tư gia của bà ở Poltava
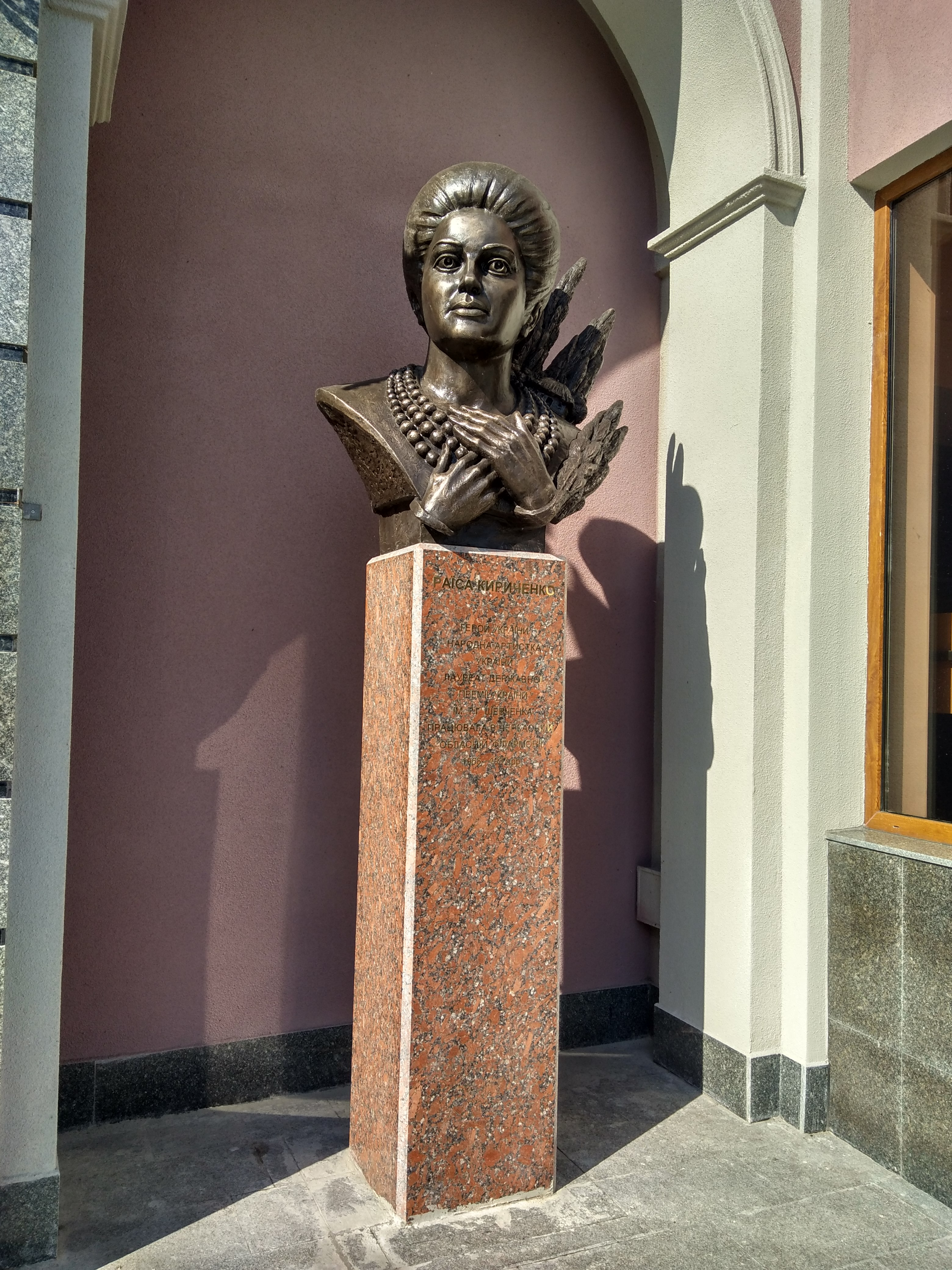
Tượng chân dung Raisa đặt ngoài Cherkasy Regional Philharmonic
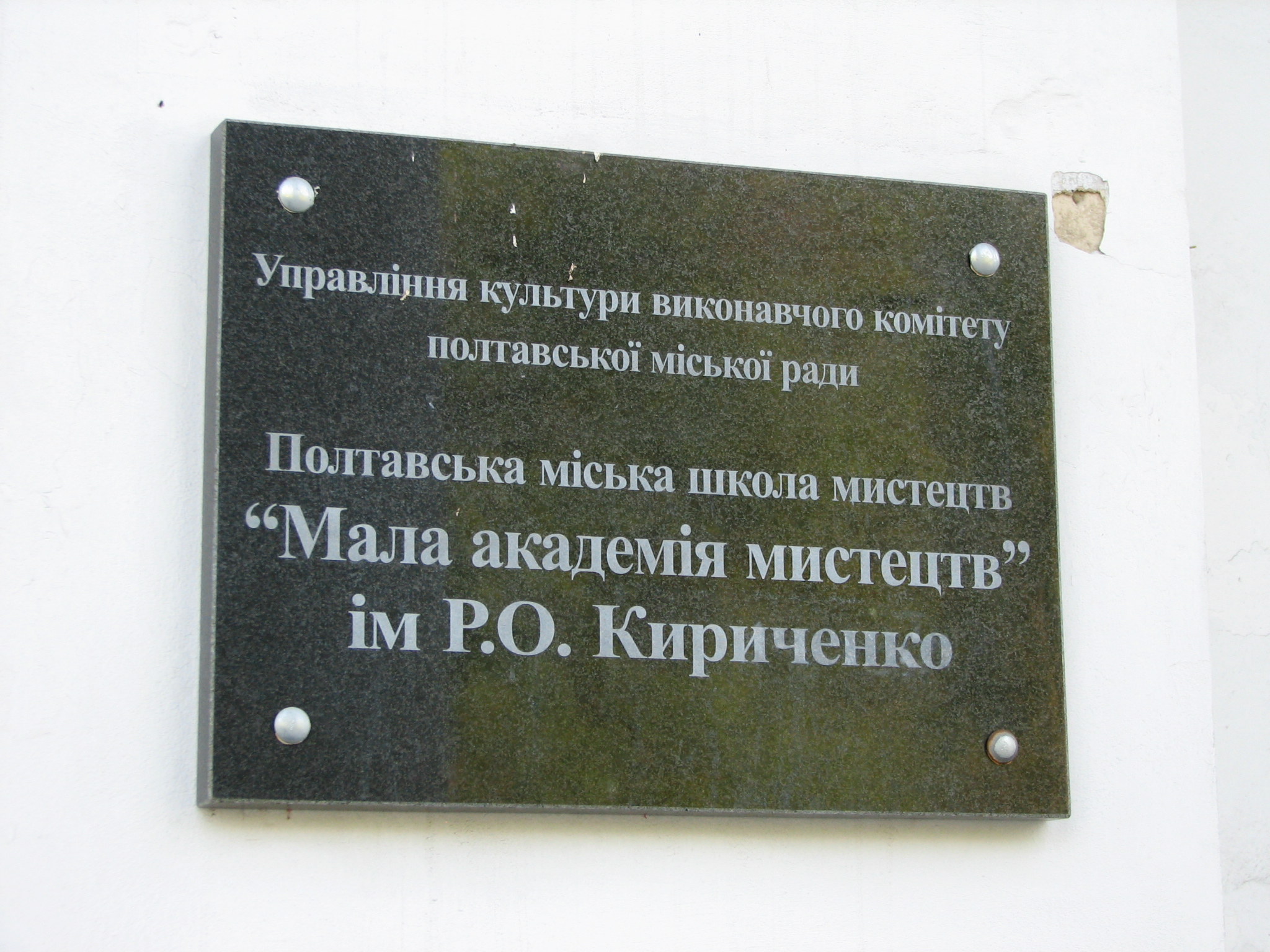
Tấm bia tưởng niệm tại Số 35 Phố Sobornosti ở Poltava